# أطفال العالم (ألبوم)
ألبوم أطفال العالم (بالإنجليزية Children of the World)
اطلقه فريق البي جيز في سبتمبر 1976. الأغنية السنجل الأولى
وصلت لرقم واحد في سباق الأغاني الأمريكي والكندي، وكانت ضمن أغاني أفضل عشر أغاني في عدة دول أخرى. باع الألبوم أكثر من 2.5 مليون نسخة. كان الألبوم رقم 14 (ال12 دوليا) للفريق. أعيد إصدار الألبوم في شركة تسجيلات  Reprise and Rhino Records.

## قائمة الأغاني
كل الأغنيات كتبها باري وروبن وموريس جيب، فيما عدا المكتوب عليه ملحوظة.

### الوجه الأول
| رقم | عنوان                      | المغني الرئيسي | المدة |
| --- | -------------------------- | -------------- | ----- |
| 1   | You Should Be Dancing      | باري           | 4:16  |
| 2   | دخلت في حياتي (أغنية)      | باري           | 3:25  |
| 3   | Love So Right              | باري           | 3:34  |
| 4   | Lovers                     | باري وروبين    | 3:36  |
| 5   | Can't Keep a Good Man Down | باري وروبن     | 4:43  |

### الوجه الثاني
| رقم | عنوان                                         | المغني الرئيسي | المدة |
| --- | --------------------------------------------- | -------------- | ----- |
| 1   | Boogie Child                                  | باري           | 4:12  |
| 2   | أحبيني (أغنية) (باري جيب، روبن جيب)           | روبن وباري     | 4:01  |
| 3   | Subway                                        | باري           | 4:24  |
| 4   | The Way It Was (باري جيب، روبن جيب، بلو ويفر) | باري           | 3:19  |
| 5   | Children of the World                         | باري           | 3:07  |

## وصلات خارجية
- أطفال العالم على موقع أول موفي (الإنجليزية)